# Diócesis de Rotemburgo-Stuttgart
La diócesis de Rotemburgo-Stuttgart (en latín: Dioecesis Rottenburgensis-Stutgardiensis y en alemán: Diözese Rottenburg-Stuttgart) es una circunscripción eclesiástica de la Iglesia católica en Alemania. Se trata de una diócesis latina, sufragánea de la arquidiócesis de Friburgo de Brisgovia. Desde el 2 de octubre de 2024 su obispo es Klaus Krämer.

## Territorio y organización

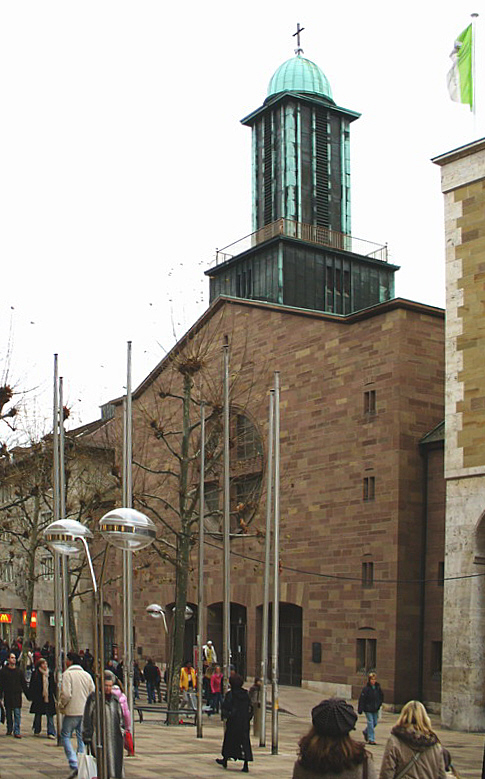
Concatedral de San Everardo, en Stuttgart

La diócesis tiene 19 500 km² y extiende su jurisdicción sobre los fieles católicos de rito latino residentes en la parte oriental del estado de Baden-Württemberg y el territorio correspondiente al antiguo Reino de Wurtemberg.

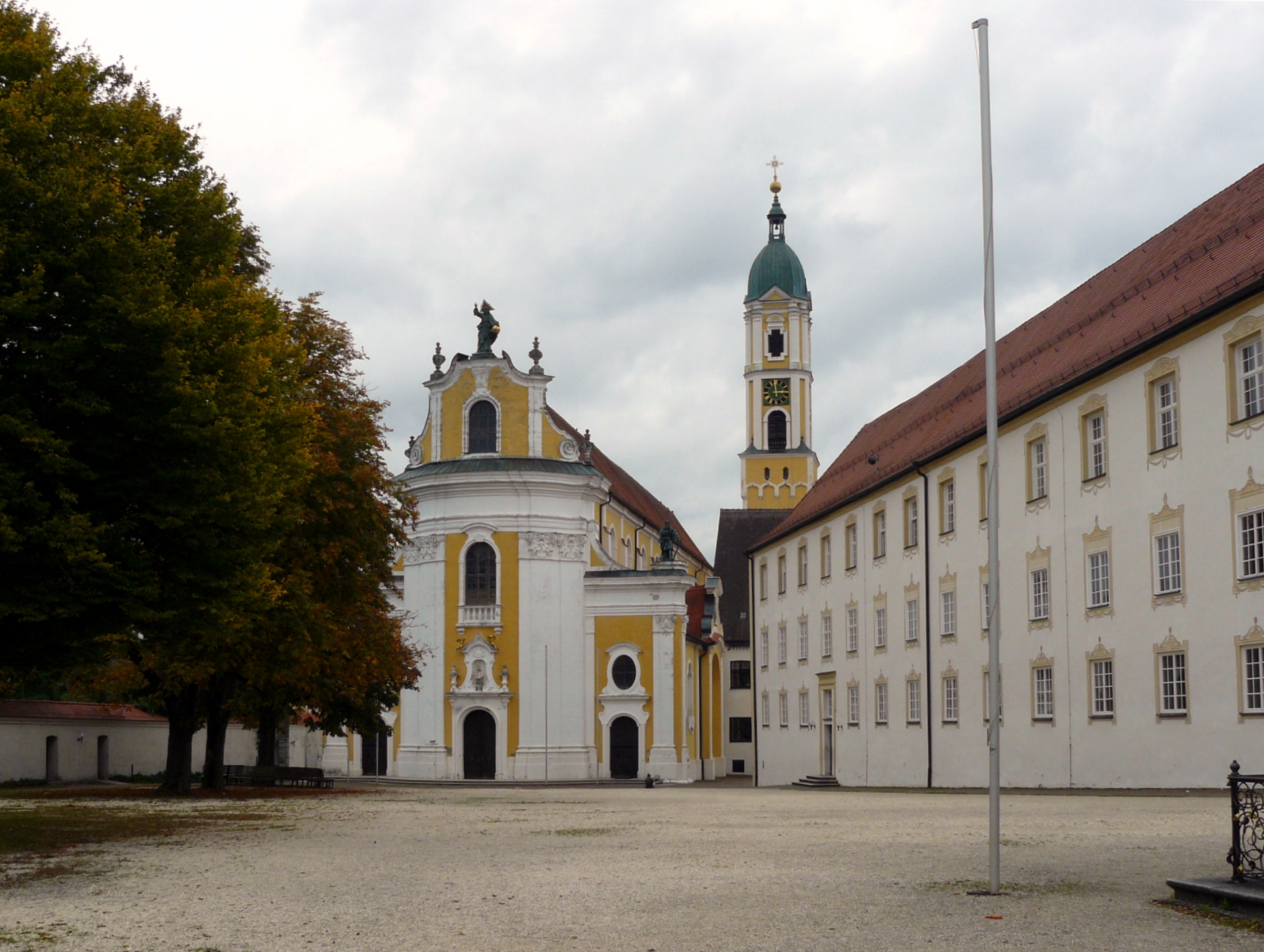
Basílica de San Jorge, en Ochsenhausen

La sede de la diócesis se encuentra en la ciudad de Rotemburgo del Néckar, en donde se halla la Catedral de San Martín. En Stuttgart se encuentra la Concatedral de San Everardo. Hay otras cuatro basílicas menores en la diócesis:
- de los Santos Martín y Osvaldo, en Weingarten;
- de San Jorge, en Ochsenhausen;[1]
- de San Martín en la abadía de Wiblingen, en Ulm;
- de San Vito, en Ellwangen, anteriormente una catedral prepositural.

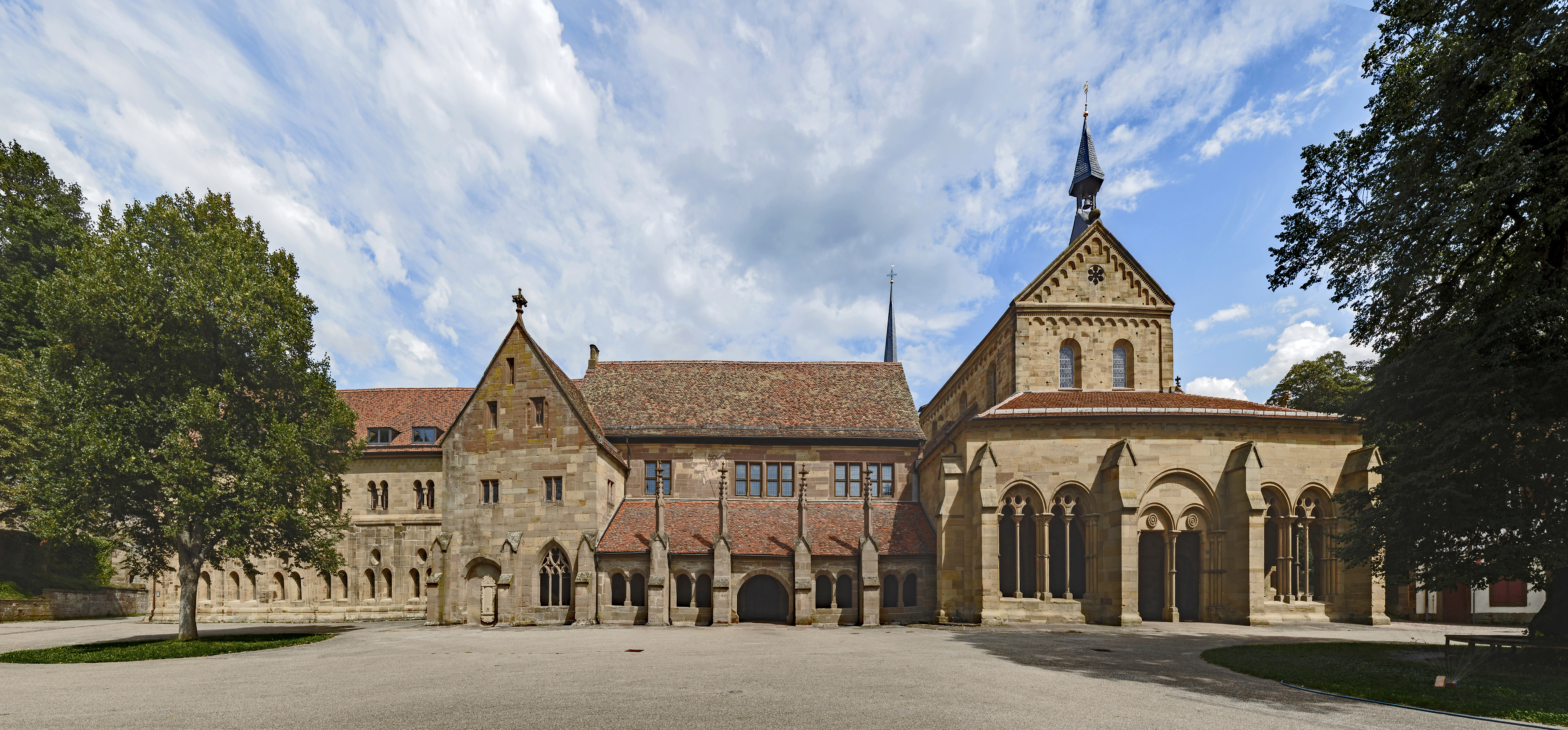
Monasterio de Maulbronn, Patrimonio de la Humanidad

En el territorio de la diócesis se halla el antiguo monasterio de Maulbronn, que perteneció a la Orden del Císter hasta que pasó al luteranismo en el siglo XVI. Está incluido en la lista de Patrimonio de la Humanidad de la Unesco desde diciembre de 1993. En Tubinga se encuentra la Universidad de Tubinga, cuya facultad de teología es una de las más importantes de Europa y está actualmente dividida entre evangélicos y católicos.

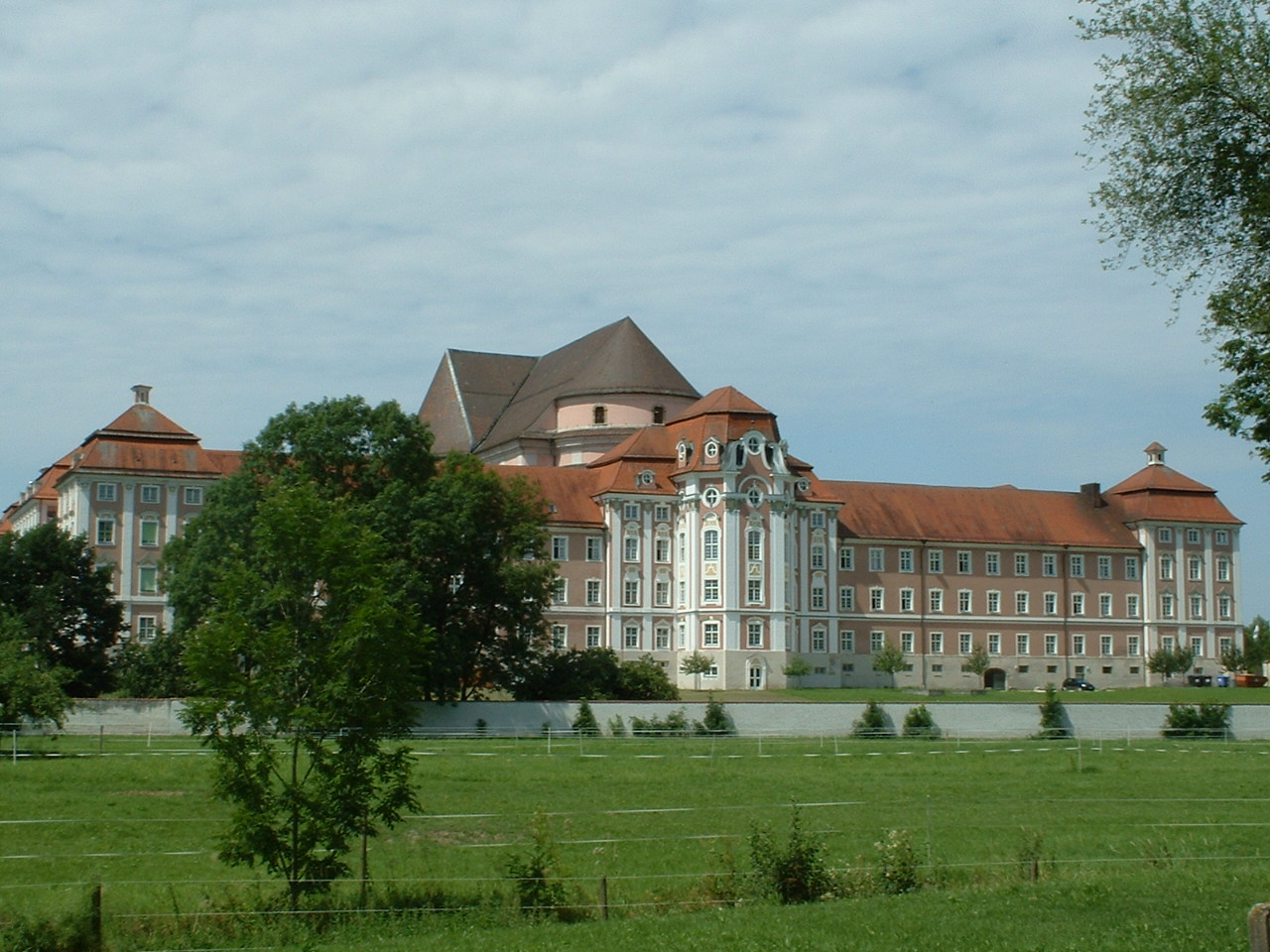
Abadía de Wiblingen (basílica de San Martín), en Ulm

En 2022 en la diócesis existían 1021 parroquias agrupadas en 25 decanatos.

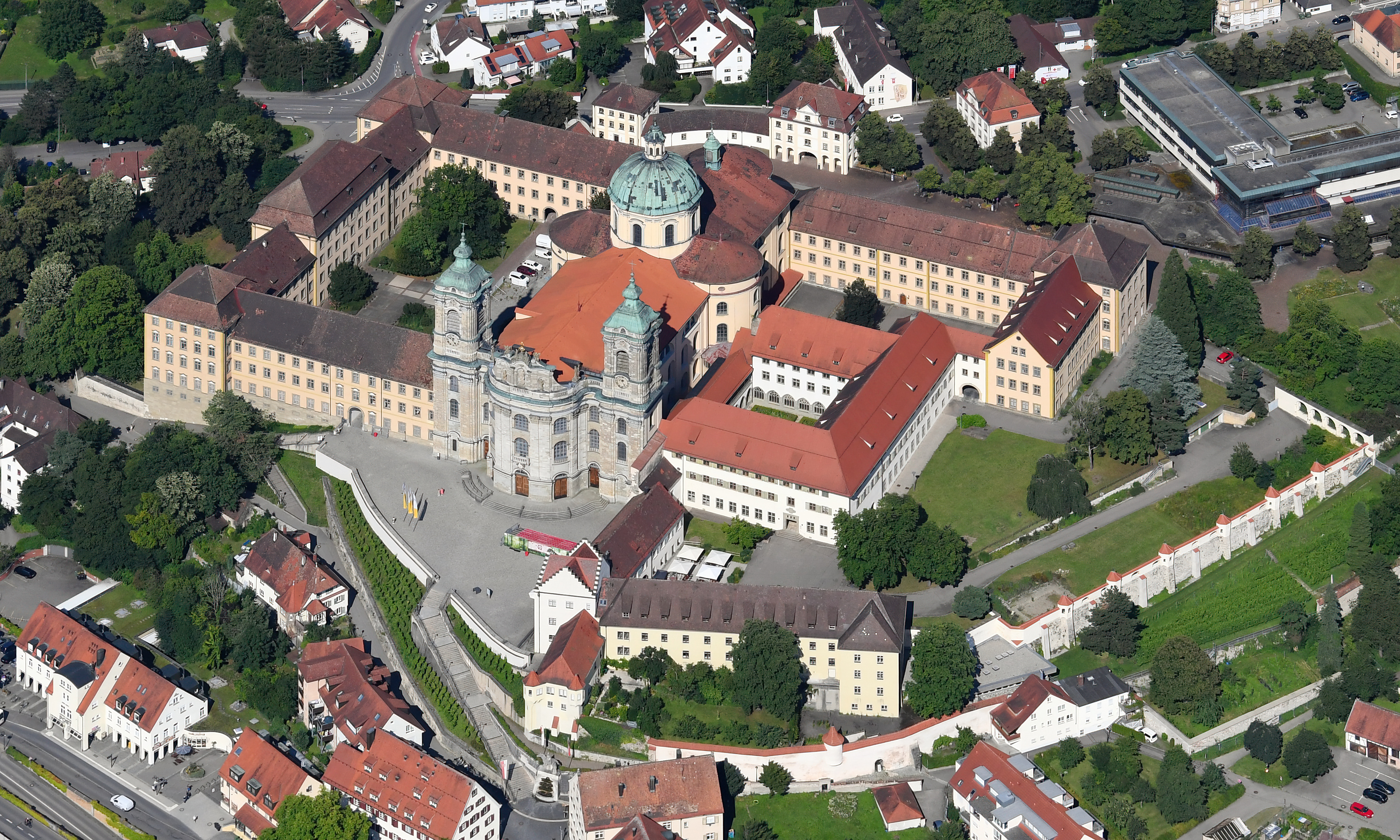
Complejo monástico y basílica de los Santos Martín y Osvaldo, en Weingarten

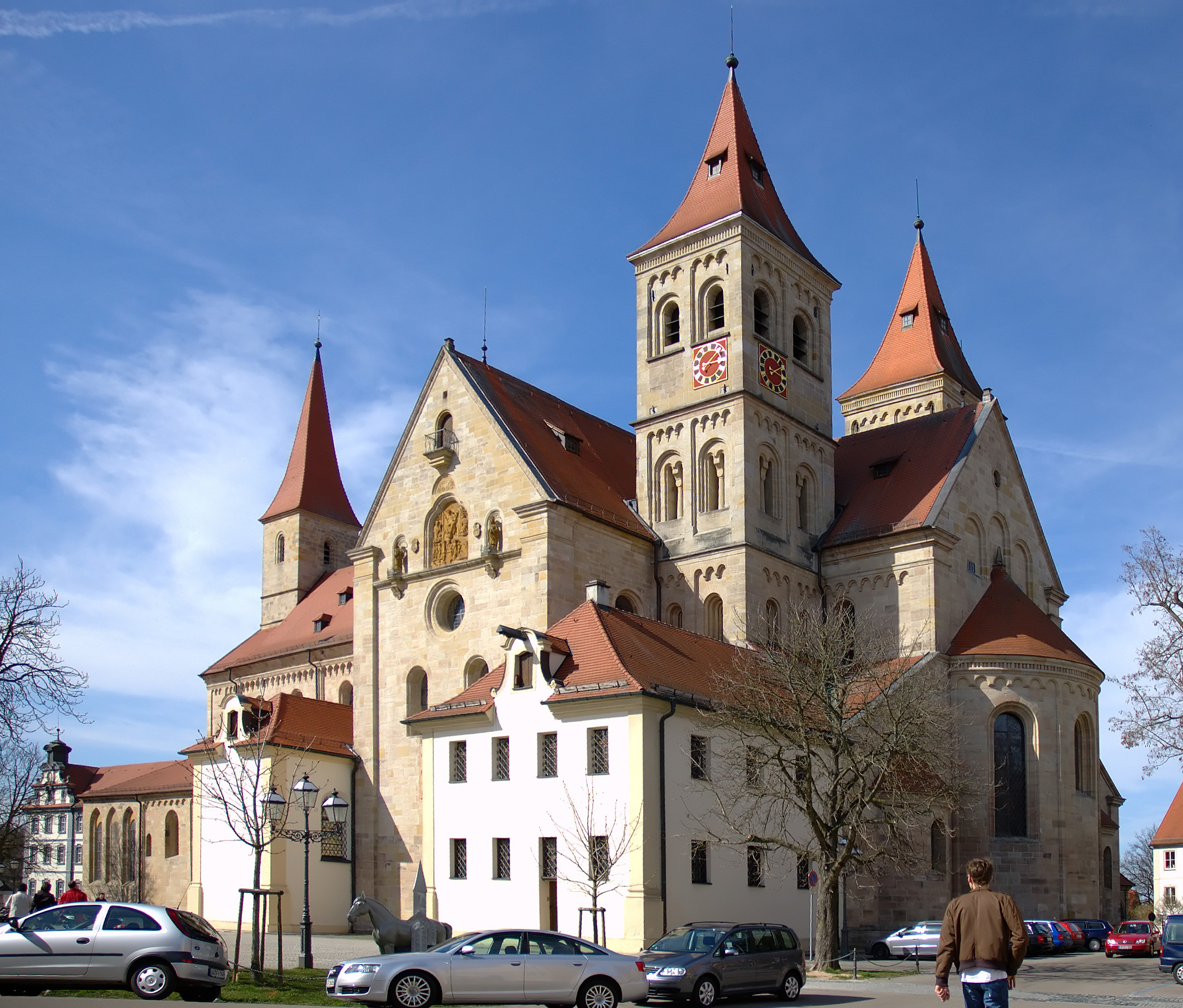
Basílica de San Vito, en Ellwangen

## Historia
La diócesis actual es en parte heredera de la antigua diócesis de Constanza, erigida entre finales del siglo VI y principios del siglo VII. La diócesis, una de las más grandes del Imperio alemán del cual era parte integral, incluía porciones sustanciales de los territorios actuales de la Suiza de habla alemana, el Baden-Württemberg alemán y el Vorarlberg austriaco. Desde el siglo XIII hasta 1802, también fue un estado del Sacro Imperio Romano Germánico.
La situación política europea a finales del siglo XVIII, la Revolución francesa, el Reichsdeputationshauptschluss de 1803 y el Congreso de Viena de 1815 provocaron el fin de la diócesis de Constanza. En particular, tras la supresión del Sacro Imperio Romano Germánico, el territorio de la diócesis se dividió entre dos nuevas entidades políticas, la Confederación Germánica y Suiza; debido al principio de la territorialidad de las Iglesias, la de Constanza ya no podía sobrevivir.
En 1806 la parte de la diócesis de Constanza que cayó bajo el reino de Württemberg fue erigida provisionalmente por el obispo Karl Theodor von Dalberg como vicariato general, encomendada al obispo auxiliar Karl Joseph von Hohenlohe, inicialmente con sede en Ellwangen (ya la sede de una prepositura sui iuris), y luego, en 1817, en Rotemburgo del Néckar. El vicariato general también fue dotado de un seminario y una facultad de teología católica, más tarde parte de la Universidad de Tubinga.
El 16 de agosto de 1821, mediante la bula Provida solersque del papa Pío VII, se erigió la diócesis de Rotenburgo, con los territorios anteriores de la diócesis de Constanza, a la que se anexaron todos los territorios de las diócesis vecinas que caían dentro del Reino de Württemberg, es decir, porciones, más o menos sustanciales, de las diócesis de Espira, Worms, Augsburgo y Wurzburgo; los territorios de la prepositura de Ellwangen también pertenecían a la nueva diócesis. La nueva diócesis, que incluía todo el Reino de Württemberg, se convirtió en sufragánea de la arquidiócesis de Friburgo de Brisgovia, a la que se habían asignado los restantes territorios alemanes de la antigua diócesis de Constanza.
Debido a la falta de acuerdo sobre el nombramiento del obispo y la implementación de las disposiciones de la bula papal, el nombramiento del primer obispo tuvo que posponerse siete años, hasta que se nombró a Johann Baptist Judas Thaddeus von Keller en 1828.
Mediante la bula Ad dominici gregis custodiam del 11 de abril de 1827, el cabildo de canónigos de la catedral goza del derecho de elegir a sus propios obispos, quienes luego reciben el nombramiento formal y canónico de la Santa Sede.
El 18 de enero de 1978, mediante el decreto In dioecesi Rottenburgensi de la Congregación para los Obispos, la iglesia de San Everardo, en Stuttgart, fue elevada al rango de concatedral y la diócesis asumió simultáneamente su nombre actual.

## Estadísticas
Según el Anuario Pontificio 2023 la diócesis tenía a fines de 2022 un total de 1 863 930 fieles bautizados.
| Año                                                                             | Población            | Población | Población      | Sacerdotes | Sacerdotes    | Sacerdotes    | Bautizados por sacerdote | Diáconos permanentes | Religiosos | Religiosos | Parroquias |
| Año                                                                             | Bautizados católicos | Total     | % de católicos | Total      | Clero secular | Clero regular | Bautizados por sacerdote | Diáconos permanentes | Varones    | Mujeres    | Parroquias |
| ------------------------------------------------------------------------------- | -------------------- | --------- | -------------- | ---------- | ------------- | ------------- | ------------------------ | -------------------- | ---------- | ---------- | ---------- |
| 1950                                                                            | 1 302 664            | 3 316 865 | 39.3           | 1290       | 1026          | 264           | 1009                     |                      | 399        | 5387       | 754        |
| 1970                                                                            | 1 991 471            | 4 993 138 | 39.9           | 1634       | 1351          | 283           | 1218                     | 20                   | 415        | 5597       | 934        |
| 1980                                                                            | 2 118 341            | 5 349 000 | 39.6           | 1582       | 1191          | 391           | 1339                     | 77                   | 500        | 3958       | 981        |
| 1990                                                                            | 2 061 936            | 5 000     | 41.2           | 1401       | 1051          | 350           | 1471                     | 117                  | 440        | 3012       | 996        |
| 1999                                                                            | 2 043 672            | 5 000     | 40.9           | 1211       | 972           | 239           | 1687                     | 207                  | 334        | 3110       | 996        |
| 2000                                                                            | 2 034 518            | 5 000     | 40.7           | 1224       | 981           | 243           | 1662                     | 199                  | 330        | 3110       | 997        |
| 2001                                                                            | 2 025 964            | 5 000     | 40.5           | 1196       | 958           | 238           | 1693                     | 218                  | 326        | 3110       | 997        |
| 2002                                                                            | 2 020 453            | 5 000     | 40.4           | 1162       | 938           | 224           | 1738                     | 210                  | 311        | 3110       | 997        |
| 2003                                                                            | 2 010 661            | 5 000     | 40.2           | 1174       | 961           | 213           | 1712                     | 205                  | 296        | 2978       | 997        |
| 2004                                                                            | 1 998 202            | 5 000     | 40.0           | 1144       | 929           | 215           | 1746                     | 204                  | 298        | 2978       | 997        |
| 2010                                                                            | 1 921 236            | 5 064 000 | 37.9           | 1099       | 912           | 187           | 1748                     | 267                  | 228        | 3140       | 1037       |
| 2014                                                                            | 1 872 849            | 5 068 000 | 37.0           | 1016       | 829           | 187           | 1843                     | 283                  | 228        | 3140       | 1096       |
| 2017                                                                            | 1 846 997            | 5 127 510 | 36.0           | 978        | 817           | 161           | 1888                     | 284                  | 194        | 1703       | 1028       |
| 2020                                                                            | 1 863 380            | 5 172 360 | 36.0           | 948        | 800           | 148           | 1965                     | 288                  | 178        | 1100       | 1023       |
| 2022                                                                            | 1 863 930            | 5 174 220 | 36.0           | 888        | 760           | 128           | 2099                     | 288                  | 153        | 1020       | 1021       |
| Fuente: Catholic-Hierarchy, que a su vez toma los datos del Anuario Pontificio. |                      |           |                |            |               |               |                          |                      |            |            |            |

## Episcopologio
- Sede vacante (1821-1828)

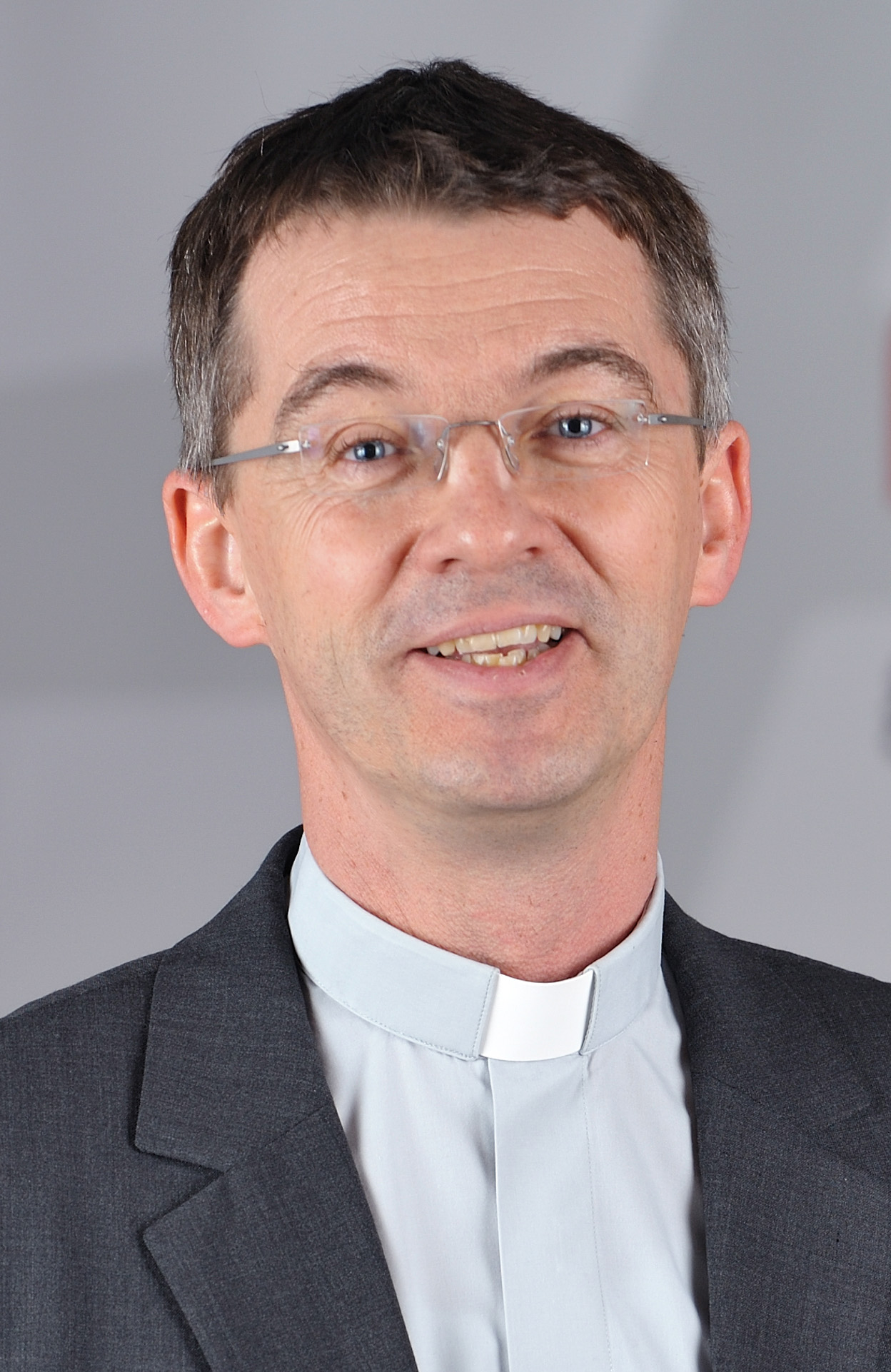
Klaus Krämer, obispo de Rotemburgo-Stuttgart desde 2024

- Johann Baptist Judas Thaddeus von Keller † (28 de enero de 1828-17 de octubre de 1845 falleció)
- Josef von Lipp † (17 de diciembre de 1847-3 de mayo de 1869 falleció)
- Karl Josef von Hefele † (22 de noviembre de 1869-5 de junio de 1893 falleció)
- Wilhelm von Reiser † (5 de junio de 1893 por sucesión-11 de mayo de 1898 falleció)
- Franz Xaver Linsenmann † (5 de septiembre de 1898-21 de septiembre de 1898 falleció)
- Paul Wilhelm Keppler † (28 de noviembre de 1898-16 de julio de 1926 falleció)
- Johannes Baptista Sproll † (29 de marzo de 1927-4 de marzo de 1949 falleció)
- Carl Joseph Leiprecht † (4 de julio de 1949-4 de junio de 1974 renunció)
- Georg Moser † (12 de marzo de 1975-9 de mayo de 1988 falleció)
- Walter Kasper (17 de abril de 1989-31 de mayo de 1999 renunció)
- Gebhard Fürst (7 de julio de 2000-4 de diciembre de 2023 retirado)
- Klaus Krämer, desde el 2 de octubre de 2024